# ذفنة (يافع)

تعديل مصدري - تعديل

ذفنة هي إحدى قرى عزلة لبعوس بمديرية يافع التابعة لمحافظة لحج، بلغ تعداد سكانها 243 نسمة حسب تعداد اليمن لعام 2004.